# Красный конверт

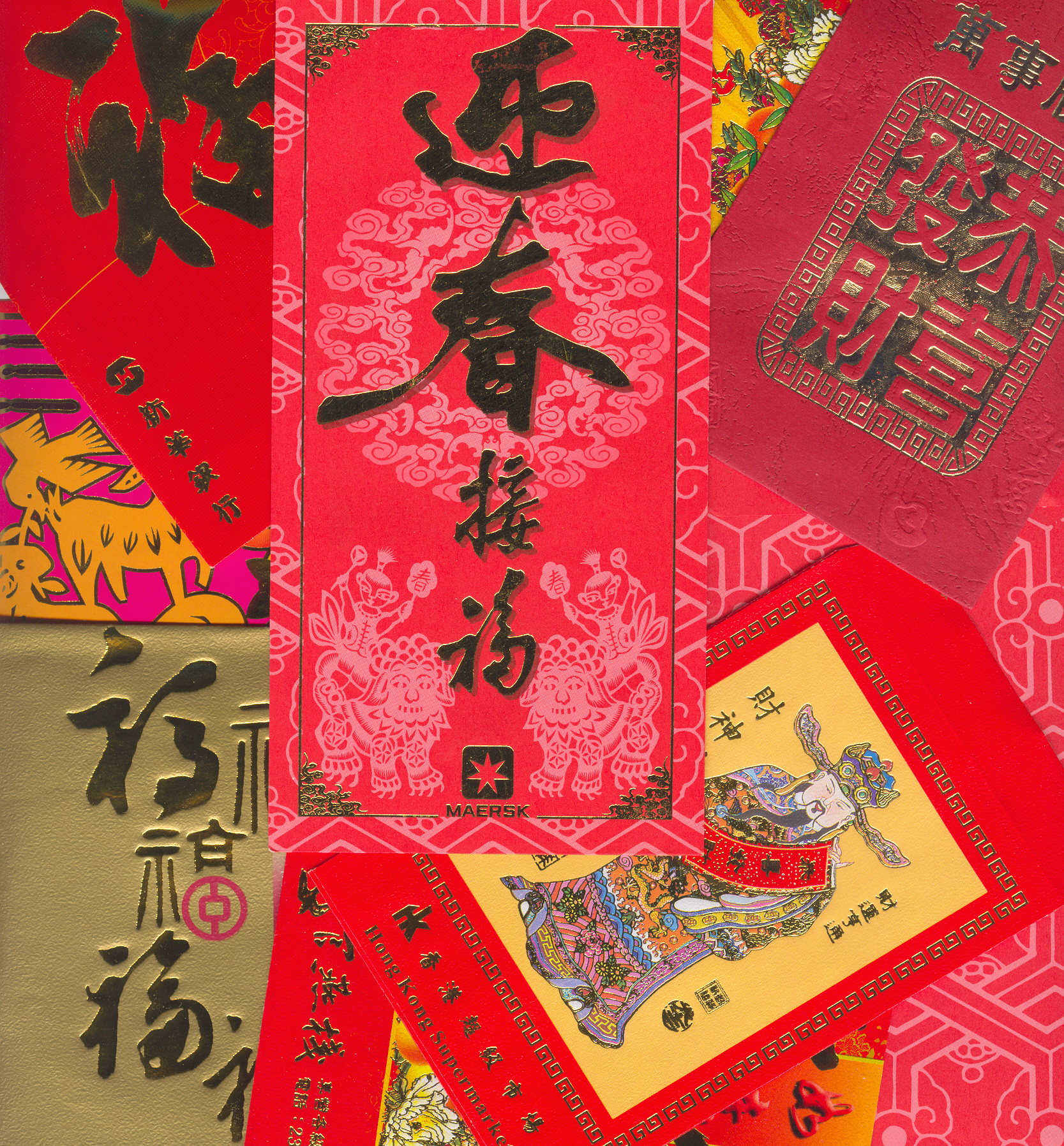
Подборка красных конвертов

В красных конвертах (кит. упр. 红包, пиньинь hóng bāo, палл. хун бао), по китайской традиции, принято вручать деньги, например, в качестве подарка или вознаграждения, особенно молодожёнам на свадьбах и детям во время празднования Нового года. Красный цвет конверта воспринимается как пожелание удачи. Конверты оформляются нарочито ярко, слова поздравления зачастую вытиснены крупным золотым шрифтом.
Находящаяся в конверте сумма обязательно должна быть чётной. В старину в конвертах красного цвета вручались взятки. В организациях в таких конвертах сотрудникам часто выдаётся премия к празднику. Также в таком конверте можно оставить и чаевые.